# Danilo Kovačič
Danilo Kovačič, slovenski poslovnež, * 1940.
Kovačič je znan kot ustanovitelj in direktor podjetja HIT iz Nove Gorice.
1. ↑  Poročilo o izidu volitev članov Državnega sveta — Uradni list Republike Slovenije, 1992. — ISSN 1318-0576; 1408-2233; 1580-3074